# Got to Rock On
Got to Rock On è un singolo della rock band Kansas pubblicato nel 1980. È incluso nell'album Audio-Visions.

## Il testo
Il brano è una sorta di elaborata riflessione sulla forza della musica, che aiuta a superare i momenti di difficoltà e gli ostacoli della vita.

## Nella cultura di massa
È stata utilizzata a inizio spettacoli dai comici Eddie Izzard e Nikki Glaser.